# Галина Змиевска
Галина Яковлевна Змиевска (на украински: Галина Яківна Змієвська; родена 1952 г.) е съветска и украинска треньорка по фигурно пързаляне, обучавала спортисти като олимпийските шампиони Виктор Петренко и Оксана Баюл, световния шампион за младежи Владимир Петренко, шампионът на САЩ Скот Дейвис и шампионката на Италия Силвия Фонтана. Работила е също с Вячеслав Загороднюк и Такеши Хонда и за кратко – с грузинската фигуристка Елене Гедеванишвили през 2007 г., както и с швейцареца Стефан Ламбиел през 2008 г. (заедно с Виктор Петренко).
От лятото на 2007 до 2010 г. тя е треньор на трикратния шампион на САЩ Джони Уиър и работи с двукратната украинска шампионка Наталия Попова.
Най-голямата дъщеря на Змиевска, Нина, е омъжена за Виктор Петренко и работи като хореограф за много от учениците на майка си. Виктор Петренко действа като асистент на треньорката. Втората дъщеря на Змиевска, Галина, е омъжена и живее в Одеса.
Преди това Змиевска е работила в Одеса, Украйна, а след това, след олимпийския триумф на Оксана Баюл, се премества заедно с дъщеря си и зет си в Симсбъри, Кънектикът, където работи десет години, преди да се премести през 2005 г. в Уейн, Ню Джърси.
Освен че е била треньор на Оксана Баюл, тя е действала и като настойник на момичето, когато майка ѝ е починала от рак.